# Moravská Cikánka
Moravská Cikánka (německy Mährisch Zikanka) je část města Svratka v okrese Žďár nad Sázavou. Nachází se na jihovýchodě Svratky. V roce 2009 zde bylo evidováno 11 adres. V roce 2001 zde trvale žilo 6 obyvatel.
Moravská Cikánka je také název katastrálního území o rozloze 2,67 km2.

## Historie
První písemná zmínka o Moravské Cikánce pochází z roku 1720. Až do 30. června 1950 patřila Moravská Cikánka k obci Moravské Křižánky. Od 1. července 1950 je Moravská Cikánka součástí Svratky.

## Pamětihodnosti

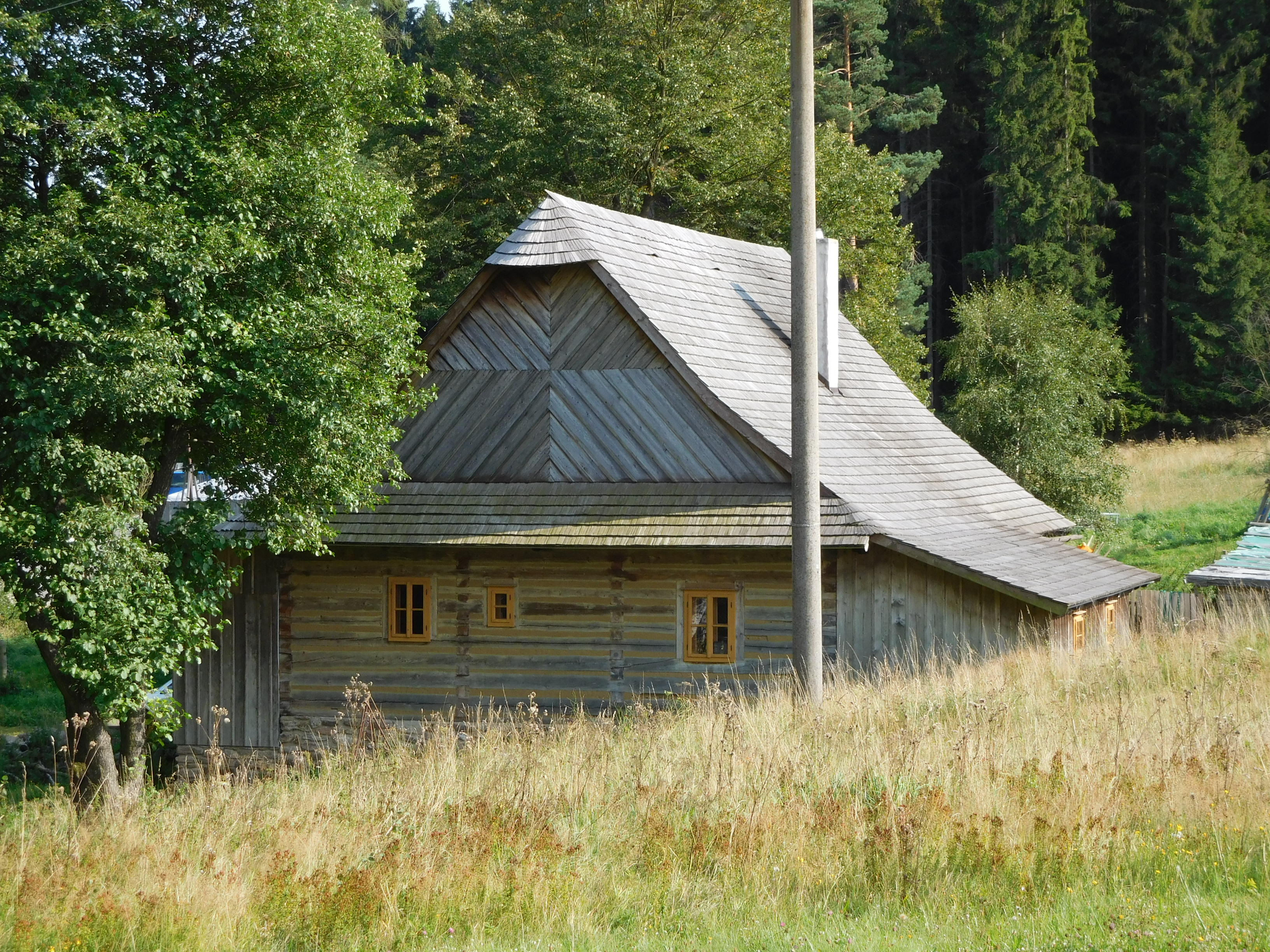
Dům č.p. 7

- Venkovský dům čp. 7

### Zaniklé stavby
- Fixův mlýn